# Copa Rio de 2018
A Copa Rio de Profissionais de 2018 foi a 23ª edição da Copa Rio, competição organizada pela Federação de Futebol do Estado do Rio de Janeiro. O campeonato foi disputado por 25 clubes, classificados pela sua posição nas competições de 2017, sendo: seis da Série A, oito da Série B1, oito da Série B2 e três da Série C. O vencedor do torneio teve direito à escolha de uma vaga na Copa do Brasil de 2019 ou no Campeonato Brasileiro da Série D de 2019, ficando o vice-campeão com a vaga restante.

## Sistema de disputa
A competição foi dividida em seis fases, todas disputadas em caráter eliminatório. Houve uma fase preliminar disputada entre o vice-campeão, Campos, e o terceiro colocado da última Série C, 7 de Abril. O vencedor avançou para a primeira fase, na qual estavam as equipes classificadas das séries B1 e B2. Nas oitavas de final entraram as equipes classificadas da Série A, além dos campeões das séries B1, Goytacaz, e B2, Angra dos Reis. As fases foram disputadas em ida e volta. Os critérios de desempate foram: maior número de pontos no confronto e saldo de gols. Em caso de empate, a vaga será decidida nos pênaltis. Não há gol qualificado.

## Participantes
| Equipe          | Cidade                | Em 2017        | Estádio             | Capacidade | Títulos            | Forma de classificação        |
| --------------- | --------------------- | -------------- | ------------------- | ---------- | ------------------ | ----------------------------- |
| 7 de Abril      | Rio de Janeiro        | não participou | Giulite Coutinho    | 13 544     | 0 (não possui)     | 3º colocado da Série C        |
| America         | Rio de Janeiro        | não participou | Giulite Coutinho    | 13 544     | 0 (não possui)     | Vice-campeão da Série B1      |
| Americano       | Campos dos Goytacazes | 2º             | Ângelo de Carvalho  | 900        | 0 (não possui)     | 4º colocado da Série B1       |
| Angra dos Reis  | Angra dos Reis        | não participou | Jair Toscano        | 1 500      | 0 (não possui)     | Campeão da Série B2           |
| Arraial do Cabo | Arraial do Cabo       | não participou | Joaquim Flores      | 500        | 0 (não possui)     | 8º colocado da Série B2       |
| Audax Rio       | São João de Meriti    | 6º             | Moça Bonita         | 9 024      | 1 (último em 2010) | 3º colocado da Série B1       |
| Bangu           | Rio de Janeiro        | 5º             | Moça Bonita         | 9 024      | 0 (não possui)     | 10º colocado da Série A       |
| Bela Vista      | São Gonçalo           | não participou | Alziro de Almeida   | 900        | 0 (não possui)     | 7º colocado da Série B2       |
| Campos          | Campos dos Goytacazes | não participou | Ângelo de Carvalho  | 900        | 0 (não possui)     | Vice-campeão da Série C       |
| Duque de Caxias | Duque de Caxias       | não participou | Marrentão           | 3 334      | 1 (último em 2013) | 5º colocado da Série B1       |
| Friburguense    | Nova Friburgo         | não participou | Eduardo Guinle      | 5 500      | 0 (não possui)     | 7º colocado da Série B1       |
| Goytacaz        | Campos dos Goytacazes | não participou | Ary de Oliveira     | 5 800      | 0 (não possui)     | Campeão da Série B1           |
| Itaboraí        | Itaboraí              | 15º            | Alziro de Almeida   | 900        | 0 (não possui)     | 6º colocado da Série B1       |
| Macaé           | Macaé                 | 13º            | Moacyrzão           | 15 000     | 0 (não possui)     | 12º colocado da Série A [BOA] |
| Madureira       | Rio de Janeiro        | 16º            | Conselheiro Galvão  | 2 136      | 1 (último em 2011) | 6º colocado da Série A        |
| Maricá [CFRJ]   | Maricá                | não participou | Alziro de Almeida   | 900        | 0 (não possui)     | 5º colocado da Série B2       |
| Mesquita        | Mesquita              | não participou | Joaquim Flores      | 500        | 0 (não possui)     | 3º colocado da Série B2       |
| Nova Cidade     | Nilópolis             | não participou | Joaquim Flores      | 500        | 0 (não possui)     | 6º colocado da Série B2       |
| Nova Iguaçu     | Nova Iguaçu           | não participou | Laranjão            | 1 810      | 2 (último em 2012) | 5º colocado da Série A        |
| Pérolas Negras  | Paty do Alferes       | não participou | Avelar              | 320        | 0 (não possui)     | Campeão da Série C            |
| Portuguesa-RJ   | Rio de Janeiro        | 7º             | Los Larios          | 6 300      | 2 (último em 2016) | 9º colocado da Série A        |
| Rio São Paulo   | Rio de Janeiro        | não participou | Rua Bariri          | 8 300      | 0 (não possui)     | 4º colocado da Série B2       |
| Santa Cruz-RJ   | Rio de Janeiro        | não participou | Rua Bariri          | 8 300      | 0 (não possui)     | Vice-campeão da Série B2      |
| São Gonçalo EC  | São Gonçalo           | 3º             | Alziro de Almeida   | 900        | 0 (não possui)     | 8º colocado da Série B1       |
| Volta Redonda   | Volta Redonda         | 10º            | Raulino de Oliveira | 18 230     | 4 (último em 2007  | 7º colocado da Série A        |

Notas
- CFRJ: ^  Em 16 de julho de 2018, foi oficializada a alteração do nome do Clube de Futebol Rio de Janeiro para Maricá Futebol Clube. A sede também foi alterada, passando de Magé para Maricá.
- BOA: ^  O Macaé herdou a vaga do Boavista-RJ, que desistiu da competição por já estar classificado para a Série D de 2019. O Resende, primeiro na lista de espera, também desistiu de jogar o torneio.

## Resultados

### Fase preliminar
Em itálico, os times que possuem o mando de campo no primeiro jogo do confronto e em negrito os times classificados.
| Equipe 1   | Total | Equipe 2 | 1.º jogo | 2.º jogo |
| ---------- | ----- | -------- | -------- | -------- |
| 7 de Abril | 2–3   | Campos   | 1–2      | 1–1      |

### Primeira fase
Em itálico, os times que possuem o mando de campo no primeiro jogo do confronto e em negrito os times classificados.
| Equipe 1        | Total       | Equipe 2        | 1.º jogo | 2.º jogo |
| --------------- | ----------- | --------------- | -------- | -------- |
| Rio São Paulo   | 0–8         | Americano       | 0–5      | 0–3      |
| Mesquita        | 2–3         | São Gonçalo EC  | 1–1      | 1–2      |
| Arraial do Cabo | 0–11        | Audax Rio       | 0–4      | 0–7      |
| Bela Vista      | 3–4         | Duque de Caxias | 1–3      | 2–1      |
| Santa Cruz-RJ   | 0–6         | America         | 0–2      | 0–4      |
| Maricá          | 3–3 (2–4 p) | Friburguense    | 1–0      | 2–3      |
| Pérolas Negras  | 1–2         | Itaboraí        | 1–2      | 0–0      |
| Campos          | 5–2         | Nova Cidade     | 4–0      | 1–2      |

### Oitavas de final
Em itálico, os times que possuem o mando de campo no primeiro jogo do confronto e em negrito os times classificados.
| Equipe 1        | Total       | Equipe 2       | 1.º jogo | 2.º jogo |
| --------------- | ----------- | -------------- | -------- | -------- |
| Americano       | 6–5         | Madureira      | 6–2      | 0–3      |
| São Gonçalo EC  | 6–4         | Volta Redonda  | 3–1      | 3–3      |
| Audax Rio       | 2–1         | Nova Iguaçu    | 2–0      | 0–1      |
| Duque de Caxias | 1–3         | Macaé          | 1–1      | 0–2      |
| America         | 2–2 (1–4 p) | Portuguesa-RJ  | 0–1      | 2–1      |
| Friburguense    | 1–0         | Bangu          | 0–0      | 1–0      |
| Itaboraí        | 2–2 (5–3 p) | Goytacaz       | 1–0      | 1–2      |
| Campos          | 5–2         | Angra dos Reis | 2–0      | 3–2      |